# Jarmo Wasama-emlékkupa
A Jarmo Wasama-emlékkupa egy díj a finn jégkorongbajnokságban (Liiga). Az év legjobb újoncának ítélik oda. A kupát Jarmo Wasama emlékére alapították, aki nagyon fiatalon hunyt el egy autóbalesetben 1966-ban.

## A díjazottak
| Szezon    | A díjazott         | Csapat  |
| --------- | ------------------ | ------- |
| 2014–2015 | Otso Rantakari     | Blues   |
| 2013–2014 | Juuse Saros        | HPK     |
| 2012–2013 | Artturi Lehkonen   | KalPa   |
| 2011–2012 | Teuvo Teräväinen   | Jokerit |
| 2010–2011 | Teemu Pulkkinen    | Jokerit |
| 2009–2010 | Mikael Granlund    | HIFK    |
| 2008–2009 | Teemu Hartikainen  | KalPa   |
| 2007–2008 | Oskar Osala        | Blues   |
| 2006–2007 | Tuomas Suominen    | TPS     |
| 2005–2006 | Perttu Lindgren    | Ilves   |
| 2004–2005 | Simo Vidgren       | Ilves   |
| 2003–2004 | Janne Pesonen      | Kärpät  |
| 2002–2003 | Toni Söderholm     | HIFK    |
| 2001–2002 | Joonas Vihko       | HIFK    |
| 2000–2001 | Toni Dahlman       | Ilves   |
| 1999–2000 | Antero Niittymäki  | TPS     |
| 1998–1999 | Timo Pärssinen     | HPK     |
| 1997–1998 | Pasi Puistola      | Tappara |
| 1996–1997 | Olli Jokinen       | HIFK    |
| 1995–1996 | Jani Hurme         | TPS     |
| 1994–1995 | Joni Lehto         | Lukko   |
| 1993–1994 | Juha Lind          | Jokerit |
| 1992–1993 | Ville Peltonen     | HIFK    |
| 1991–1992 | Petri Varis        | Ässät   |
| 1990–1991 | Janne Grönvall     | Tappara |
| 1989–1990 | Vesa Viitakoski    | SaiPa   |
| 1988–1989 | Pekka Peltola      | HPK     |
| 1987–1988 | Mika Nieminen      | Ilves   |
| 1986–1987 | Janne Ojanen       | Tappara |
| 1985–1986 | Risto Kurkinen     | JYP     |
| 1984–1985 | Jari Neuvonen      | Ilves   |
| 1983–1984 | Joel Paunio        | HIFK    |
| 1982–1983 | Jukka Tammi        | Ilves   |
| 1981–1982 | Hannu Virta        | TPS     |
| 1980–1981 | Petri Skriko       | SaiPa   |
| 1979–1980 | Pekka Arbelius     | Kärpät  |
| 1978–1979 | Kari Jalonen       | Kärpät  |
| 1977–1978 | Markku Kiimalainen | Kärpät  |
| 1976–1977 | Risto Siltanen     | Ilves   |
| 1975–1976 | Kari Makkonen      | Ässät   |
| 1974–1975 | Markus Mattsson    | Ilves   |
| 1973–1974 | Matti Hagman       | HIFK    |
| 1972–1973 | Jukka Alkula       | Tappara |
| 1971–1972 | Seppo Ahokainen    | Ilves   |